# Ecualeon ovispargus
Ecualeon ovispargus is een insect uit de familie van de mierenleeuwen (Myrmeleontidae), die tot de orde netvleugeligen (Neuroptera) behoort. 
Ecualeon ovispargus is voor het eerst wetenschappelijk beschreven door Stange in 1994.